# Menhir von Vaujours

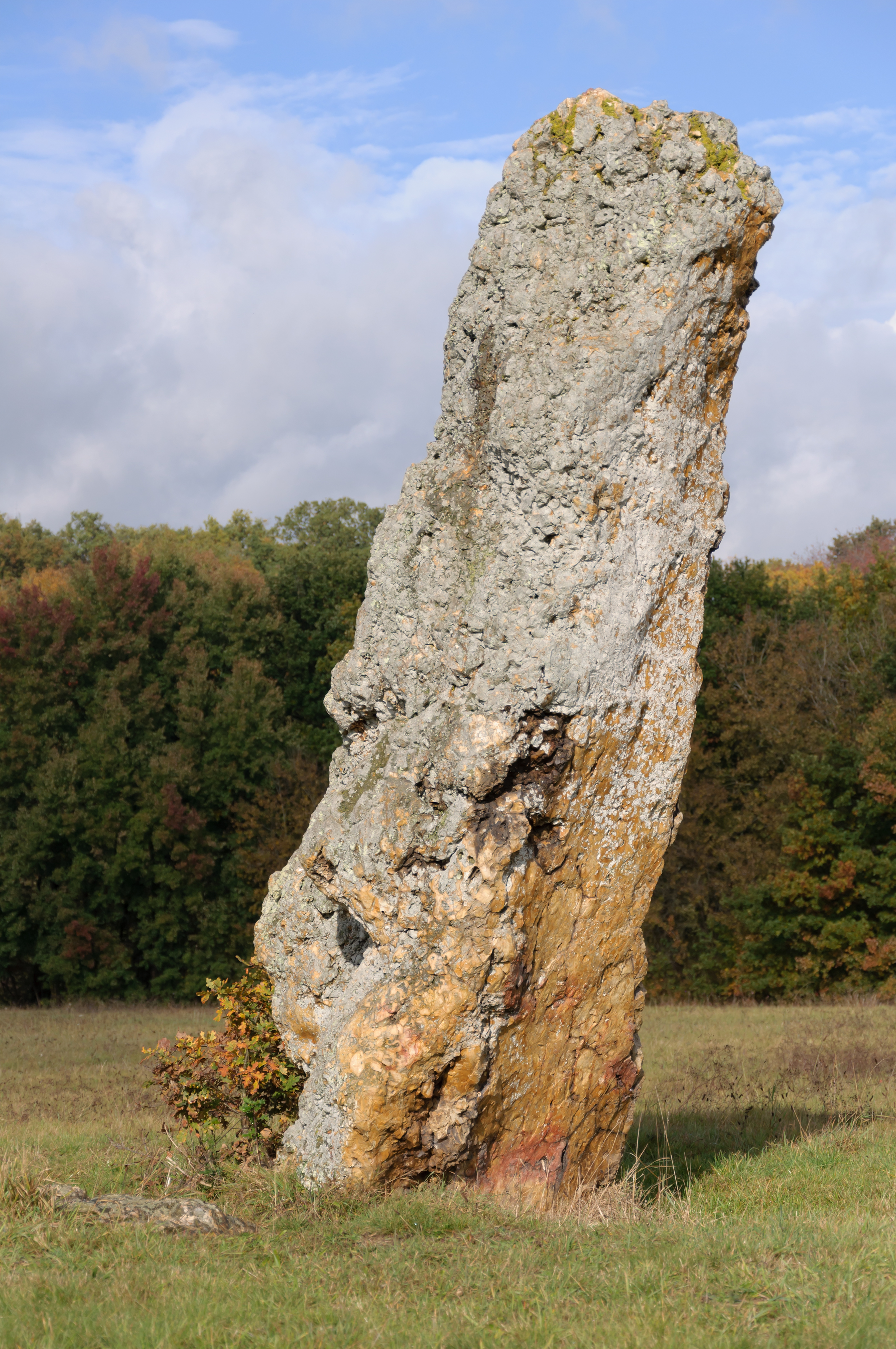
Menhir von Vaujours

Der Menhir von Vaujours (auch Menhir von Château-la-Vallière genannt) steht 1,7 km südöstlich von Château-la-Vallière im Vallon des Dames (deutsch „Tal der Damen“) in der Touraine im Département Indre-et-Loire in Frankreich.
Der leicht geneigte Menhir aus Puddingstein ist der zweitgrößte im Département. Es ist 3,6 Meter hoch und hat eine Breite von 1,5 Metern. Eine Ausgrabung zeigt, dass der etwa prismatische Block ungefähr 3,0 Meter tief im Boden steht.
Die lokale Überlieferung „La Dame Blanche“ (nicht die gleichnamige Oper La dame blanche) ist mit dem Menhir und dem Tal verbunden.